# Elbogen (årsskrift)
Elbogen är en lokalhistorisk årsbok, sedan 1933 utgiven av Malmö Kulturhistoriska Förening, till 1977 under namnet Malmö Fornminnesförenings årsskrift.
Tidskriftens namn är taget från hanseaternas namn för Malmö, egentligen deras lågtyska ord för armbåge (jämför danska albue och engelska elbow), motsvarande kustlinjens utseende.